# Stockholm Marathon (film)
Stockholm Marathon är en svensk-tysk film från 1994, regisserad av den tyske regissören Peter Keglevic. Manuset är vagt baserat på romanen Terroristerna (1975) av Sjöwall Wahlöö.

## Handling
Den välbärgade affärsmannen Walter Petrus' vaktmästares fru tar livet av sig. Hellström (vaktmästaren) inser att det är en fasansfull händelse tio år tidigare som lett till hustruns självmord och han beslutar sig för att hämnas på Walter, som var delaktig i händelsen. Han smyger sig in i garaget och väntar tills hans älskare gått till jobbet. Men Hellström hittar Walter mördad i badkaret och beslutar sig istället för att hämnas på den andre mannen som var med i händelsen tio år tidigare. Offret, artisten Ypsilon, skall springa Stockholm Marathon och Hellström beslutar sig för att slå till mitt under loppet.

## Om filmen
Filmen är en av flera svensk/tyska samproduktioner om Martin Beck med samma skådespelare. Övriga filmer är Brandbilen som försvann, Polis polis potatismos, Roseanna, Mannen på balkongen och Polismördaren.
En av författarna till originalromanserien som filmerna baseras på, Maj Sjöwall, dyker upp i en statistroll i filmen.
Det tilltänkta offret i filmen spelas av musikern Thomas Anders, som är ena halvan av den tyska eurodiscogruppen Modern Talking.

## Rollista
- Gösta Ekman - Martin Beck
- Kjell Bergqvist - Lennart Kollberg
- Rolf Lassgård - Gunvald Larsson
- Niklas Hjulström - Benny Skacke
- Jonas Falk - Stig Åke Malm
- Mats Huddén - Hellström
- Thomas Anders - Ypsilon (dubbad av Tomas Norström)
- Anna Godenius - fru Petrus
- Kjell Lennartsson - Walter Petrus
- Corinna Harfouch - Monika Lundin
- Örjan Ramberg - manager för Ypsilon
- Mona Andersson - Hellströms svärmor
- Johanna Westman - popreporter
- Gaby Stenberg - hyresgäst
- Carl-Ivar Nilsson - hyresgäst
- Mona Seilitz - förman på Trädgårdshallen
- Viktor Friberg - portier på Grand Hôtel
- Jonas Uddenmyr - polis
- Maj Sjöwall - loppets starter

Bland statisterna märks Gunnar Mosén, Monika Ahlberg och Christer Flodin.